# Salles-sous-Bois
Salles-sous-Bois é uma comuna francesa na região administrativa de Auvérnia-Ródano-Alpes, no departamento de Drôme. Estende-se por uma área de 9,5 km². Em 2010 a comuna tinha 195 habitantes (densidade: 20,5 hab./km²).